# Tedania massa
Tedania massa är en svampdjursart som beskrevs av Ridley och Arthur Dendy 1886. Tedania massa ingår i släktet Tedania och familjen Tedaniidae. Inga underarter finns listade i Catalogue of Life.